# Farmville (datorspel)
Farmville är ett datorspel som personer med konto på Facebook kan spela. Spelet lanserades 2009 och har blivit den största externa applikationen på Facebook, med hela 83 060 037 användare (8 april 2010).[källa behövs] När antalet spelare var som högst fanns 32 miljoner dagliga aktiva användare och totalt nära 85 miljoner spelare. Facebook-versionen stängdes ner 2020. Spelet är utvecklat av Zynga och blev även tillgängligt på App Store för Iphone- samt Ipod Touch-användare den 24 juni 2010.
När man via Facebook installerat applikationen och startat upp den får man en meny där man väljer vilket kön ens spelkaraktär ska ha och hur den ska se ut. Detta går att ändra när som helst senare under spelet. Man kan via sin lista med vänner på Facebook lägga till andra, som spelar Farmville, som sina grannar. Att ha grannar i spelet innebär att man kan besöka deras gårdar för att se hur de byggt, men också att man kan skicka presenter till varandra vilket är en klar fördel i avancerandet. Farmville är ett socialt spel på det sättet eftersom ens vänner ser hur man avancerar samt att det finns flera fördelar med att ha flera vänner som spelar.

## Gameplay
I Farmville får man som spelare tillgång till en landyta bestående av 12x12 rutor (detta går att utöka senare). I realtid får man tillgång till en plog och med hjälp av denna skapar man odlingsbar mark. För att så grödor av olika slag finns ett menyval med en marknad där man köper önskad frötyp för Farmville-coins. Olika grödor tar olika lång tid på sig för att mogna och tiderna som står i menyn är angivna i riktiga klocktimmar. Om man håller muspekaren över en gröda, eller ett djur visas det hur långt den har kommit angivet i procent. När en gröda växt upp kan man skörda och vid skörd får man pengar och erfarenhetspoäng (XP). Om man har glömt att skörda dem så vissnar grödorna efter lika lång tid grödorna har mognat. Till exempel om det tagit 4 timmar tills de mognat så tar det 4 timmar tills de vissnar.
Det finns också mycket tillbehör att köpa i form av staket, byggnader, och fordon såsom en traktor eller en skördetröska, vilket snabbar på plöjningen och skördandet. När man har ett fordon syns även en bränslemätare i ena hörnet av spelet. När bränslet är slut får man fortsätta att sköta sysslorna på gården för hand. Bränslet fylls på efterhand men det går också att köpa nytt bränsle, för så kallade "FarmCash".

### De två valutorna i spelet
I Farmville finns två olika valutor. Dels finns det "Farmville coins" som är en fiktiv valuta och som man tjänar genom att skörda sina grödor, plocka frukter från sina träd eller genom att ta hand om produkter från djuren såsom ägg från hönor. Dessa pengar kan man använda för att plöja marken och skörda igen, eller för att köpa in tillbehör till sin gård. Man kan ha olika djur såsom får, grisar, kor eller ankor men man kan även förgylla sin gård med träd av olika slag: apelsin- och bananträd, fikonträd, granatäppelträd och många fler.
Utöver detta finns det "FarmCash" som också är en fiktiv valuta. Man får "FarmCash" när man levlar upp och får ribbons (man köper till exempel höbalar i massor). Man kan också skaffa det genom att köpa för riktiga pengar. FarmCash används till att köpa bränsle till ens fordon på gården, men även för att köpa vissa speciella byggnader. För att utöka storleken på sin gård är att betala med Farmcash en väg att gå.

### Ribbons/Utmärkelser
För att skapa extra motivation för att utföra vissa saker i Farmville finns det en finess som kallas för "Ribbons" vilket översatt blir något i stil med "Utmärkelser". Det finns flera olika sorters utmärkelser, men grundtemat är ofta att det handlar om att utföra gårdssysslorna ett visst antal gånger innan man uppnått kriterierna för utmärkelsen. När man nått en utmärkelse får man en belöning som ofta består av pengar eller en sak till sin gård.

### Erfarenhetspoäng
Erfarenhetspoängen har en viktig roll i Farmville och antalet man har kan ses på en mätare. När man nått till en viss gräns ökar ens nivå. Med ökande nivå får man fler olika sorters grödor att så, och man kan köpa in olika sorters djur.